# Salinas de Trillo
Salinas de Trillo es una localidad española dentro del municipio de La Fueva, en el Sobrarbe, provincia de Huesca, Aragón. Antiguamente pertenecía al municipio de Clamosa.

## Toponimia
En un principio el topónimio fue Salillas, hasta que adoptó el nombre de Salinas en 1717. Luego pasó a llamarse Salinas de Trillo.
El nombre de Salinas deriva de la explotación de sal en el barranco del Salinar, que es el origen más probable del asentamiento en el lugar. El agua de dicho barranco es rica en minerales y desde hace siglos se tiene conocimiento de explotaciones salinas en los alrededores.
Se ha podido documentar el nombre como Salillas antes de 1717, lo que lo emparentaría con algunos otros topónimos que se pueden encontrar en Junzano, Nocito y Sesa. A partir de 1717 ya pasa a nombrarse Salinas y posiblemente el apelativo de Trillo deriva de su pertinencia al municipio que tenía capital en Trillo (a poco más de 1 km de Salinas), fusionado en el municipio de Clamosa a partir de 1857.

## Geografía
Salinas se encuentra en las faldas meridionales del cerro de San Marcos (o de Trillo), en la cuenca del barranco del Salinar que es afluente directo del río Cinca por la margen de Ligüerre de Cinca. No forma parte de la subcomarca natural de La Fueva, aunque desde la década de 1960 los núcleos de los alrededores estén incorporados en el municipio de La Fueva. Sin embargo, siempre ha tenido mucha relación con los núcleos de La Fueva propiamente dicha, que compraban sal en Salinas, y llegando casi a compartir tradiciones litúrgicas y religiosas con los fovanos, como la romería anual al santuario de Santa María de Bruis, a pocos kilómetros en el lado de La Fueva del cerro de Trillo.
Al fondo del núcleo se halla una profunda barrancada con manantiales salinos, los cuales permitieron la explotación de sal en el pasado.

## Historia
Tuvo ayuntamiento propio desde 1834 hasta 1845, año en que se unió a Clamosa. Posteriormente, en la década de 1960, se integró en el municipio de La Fueva. Posee además una casa fortificada denominada Casa Palacio  que es un buen ejemplo de Las Casas Torreadas del Alto Aragón

## Demografía
| 11            | 11 | 11 | 11 | 11 | 11 | 11 | 11 | 11 | 9 | 8 |
| (Fuente: INE) |    |    |    |    |    |    |    |    |   |   |

## Lugares de interés
La iglesia parroquial está dedicada a la Asunción, de estilo románico del siglo XII. Se compone de una nave cubierta de bóveda de medio cañón y ábside semicircular. Posee capillas laterales gemelas.
Entre la arquitectura civil destaca casa Palacio, una mansión fortificada construida sobre pedestral calizo en el siglo XVI.